# مايك لورانس
مايك لورانس (بالإنجليزية: Mike Lawrence)‏ هو لاعب الجسر ‏ بريطاني، ولد في 28 مايو 1940.

## وصلات خارجية
- الموقع الرسمي